# Nereide (astronomia)
Nereide (dal greco Νηρεΐς -ίδος o Νηρηΐς -ίδος), noto anche come Nettuno II,  è il terzo satellite naturale di Nettuno per grandezza, con un diametro di 340 km. La sua scoperta risale al 1º maggio 1949, ad opera di Gerard Peter Kuiper e fu il secondo satellite di Nettuno ad essere scoperto.
Il suo nome deriva da quello delle Nereidi, le ninfe del mare nella mitologia greca.
A causa della sua grande distanza dalla traiettoria seguita dalla sonda spaziale statunitense Voyager 2 nel suo passaggio attraverso il sistema di Nettuno nel 1989, Nereide non fu adeguatamente fotografata; le immagini inviate ne mostrano solamente la forma irregolare, ma non permettono di identificare alcuna formazione geologica sulla sua superficie.

## Scoperta
Nereide fu scoperto il 1º maggio 1949 da Gerard Peter Kuiper basandosi su lastre prese dal telescopio da 82 pollici dell'Osservatorio McDonald. Ne propose il nome già nel rapporto sulla sua scoperta, derivandolo da quello delle Nereidi, le ninfe del mare nella mitologia greca e assistenti del dio Nettuno. Fu il secondo satellite di Nettuno ad essere scoperto prima dell'arrivo della sonda Voyager 2 (non considerando un occultamento di Larissa nel 1981).

## Orbita
Nereide orbita intorno a Nettuno con moto progrado ad una distanza media di circa 5513400 km. La sua alta eccentricità di 0,7507 (la più elevata finora scoperta nel sistema solare per un satellite naturale) lo porta ad avvicinarsi al periastro a 1372000 km e allontanarsi all'afastro fino a 9655000 km. Questa orbita inusuale fa pertanto ritenere che il satellite sia in realtà un asteroide o un oggetto della fascia di Kuiper catturato in un secondo momento dalla gravità di Nettuno, oppure che la sua orbita possa essere stata disturbata durante la cattura di Tritone da parte dello stesso Nettuno.
Nel 1991, in base all'analisi della curva di luce del satellite, fu calcolato un periodo di rotazione di 13,6 ore. Nel 2003 fu stimato un periodo di rotazione di 11,52±0,14 ore, anche se questo valore fu in seguito considerato controverso. Altri ricercatori non sono riusciti a rilevare una modulazione nella curva di luce di Nereide.

## Caratteristiche fisiche

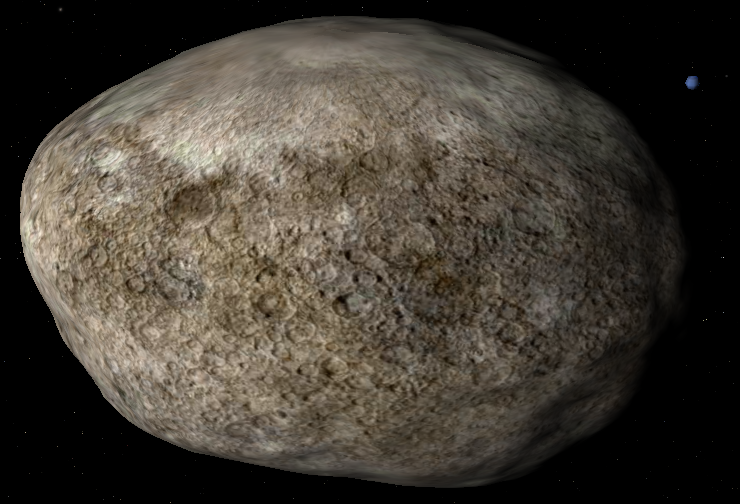
Rappresentazione artistica di Nereide

Il raggio di Nereide, circa 170 km, ne fa il terzo satellite di Nettuno in ordine di grandezza. Le sue dimensioni sono piuttosto grandi per un satellite irregolare, mentre la sua forma non è ancora nota.
Osservazioni fotometriche condotte dal 1987 hanno rilevato variazioni di luminosità che arrivano fino a circa 1 magnitudine; la durata delle oscillazioni varia da pochi giorni, fino a qualche mese. Esse persistono anche dopo le correzioni per gli effetti di distanza e di fase. Tuttavia non tutti gli astronomi che hanno osservato Nereide hanno rilevato queste variazioni, il che implica che possano essere piuttosto casuali. Non esiste al momento una spiegazione accettata di questo fenomeno che tuttavia, se confermato, dovrebbe essere collegato alla rotazione del satellite.
A causa della sua orbita fortemente ellittica, il satellite può trovarsi sia in uno stato di precessione forzata, che in rotazione caotica come Iperione. In ogni caso la sua rotazione dovrebbe essere piuttosto irregolare.
Da un punto di vista spettroscopico, Nereide appare di colore neutro ed è stata rilevata la presenza di ghiaccio d'acqua sulla sua superficie. Il suo spettro appare intermedio tra quello di Titania e Umbriel, due satelliti di Urano, il che suggerisce che la sua superficie sia composta di una miscela di ghiaccio e qualche altra sostanza spettroscopicamente neutra. Lo spettro è inoltre significativamente diverso da quello dei pianeti minori del sistema solare esterno, i centauri Pholus, Chiron e Chariklo, suggerendo che Nereide si sia formato attorno a Nettuno e non si tratti di un oggetto catturato.
Alimede, che ha colori simili, potrebbe essere un frammento di Nereide staccatosi in seguito ad una collisione.

## Esplorazione
Finora l'unica sonda che ha visitato Nereide è il Voyager 2, che è passata ad una distanza di 4700000 km tra il 20 aprile e il 19 agosto 1989 e ha scattato 83 immagini del satellite con una risoluzione da 70 a 800 km. Prima dell'arrivo del Voyager 2, le osservazioni di Nereide erano state possibili solo dalla Terra e avevano potuto stabilire solo la luminosità intrinseca e i parametri orbitali.
Anche se le immagini ottenute dalla sonda spaziale non avevano una risoluzione sufficiente a distinguere le formazioni geologiche sulla superficie, il Voyager 2 ha permesso di misurare le dimensioni di Nereide, di rilevare che il suo colore è neutro e che l'albedo è più alta degli altri piccoli satelliti di Nettuno.